# The Seven Deadly Sins the Movie: Prisoners of the Sky
The Seven Deadly Sins the Movie: Prisoners of the Sky (劇場版 七つの大罪 天空の囚われ人?, Nanatsu no taizai: Tenkū no torawarebito) è un film d'animazione del 2018 diretto da Yasuto Nishikata e Noriyuki Abe. È basato sulla serie manga e anime The Seven Deadly Sins - Nanatsu no taizai.

## Trama
La storia si svolge in un'epoca in cui umani e non umani vivevano nella stessa società. Il Regno di Liones fu quasi annientato a causa delle malefatte del Clan dei Demoni, ma fu salvato grazie agli sforzi della terza Principessa del Regno, Elizabeth, e di una banda di cavalieri forti ma terribili conosciuti come I Sette Peccati Capitali.
Con la pace tornata nel Regno di Liones dopo il suo quasi annientamento da parte della Razza dei Demoni, Elizabeth e i Sette Peccati Capitali decidono di festeggiare il compleanno di Re Bartra con numerosi piatti preparati nella taverna Boar Hat. Il leader dei Peccati Capitali Meliodas e il suo compagno maiale parlante Hawk cercano il pesce del cielo per una ricetta, finendo sopra le nuvole di fronte al palazzo del cielo dopo essersi imbattuti in un pozzo nella foresta vicina che scoprono essere un portale. Nel palazzo del cielo vive una razza di persone alate note come i Celestiali, discendenti della Razza delle Dee che vegliano su un demone di tipo Indura sigillato nella loro terra dalla fine dell'Antica Guerra 3.000 anni fa. Ma quando un gruppo di demoni che si fanno chiamare I Sei Cavalieri Neri attaccano i Celestiali e liberano gli Indura, costringendo un giovane Celestiale di nome Solaad a portare involontariamente Meliodas e Hawk nella terra del suo popolo mentre lui se ne va per trovare il leggendario maiale bianco "Oshiro" il cui potere è stato usato per sigillare il male. Solaad finisce per incontrare gli altri Peccati Capitali, che lo hanno scambiato per Meliodas a causa del loro aspetto simile, ma riesce a convincerli ad andare con lui, mentre Meliodas ha vissuto un caso simile di scambio di identità con i Celestiali.
Mentre i Sette Peccati Capitali affrontano i Sei Cavalieri Neri con il supporto dei guerrieri dei Celestiali, viene rivelato che il leader dei Sei Cavalieri Neri Bellion è un demone di classe superiore a cui in passato Meliodas aveva negato l'appartenenza ai Dieci Comandamenti. Meliodas finisce per essere ferito mortalmente dalla Sciabola Alata, una spada sacra forgiata appositamente per danneggiare i demoni. Ma Solaad, fidandosi dell'insistenza dei Sette Peccati Capitali sul fatto che Meliodas sia una brava persona, rimuove la spada e rianima Meliodas. Solaad usa quindi la Sciabola Alata e il potere combinato del suo popolo, i Peccati Capitali ed Elizabeth per distruggere gli Indura. I Peccati Capitali vengono acclamati come eroi e festeggiano con i Celestiali prima di prendere un pesce del cielo e tornare a Liones sulla Madre di Hawk, che si rivela essere stata "Oshiro" per tutto il tempo. Qualche tempo dopo, Batra riceve il pesce del cielo cotto e rimane inorridito dal suo sapore orribile mentre Meliodas lo cucinava. Hawk decide di mangiarlo per lui e, con suo grande stupore, finisce per assumere la forma del pesce alato.

## Produzione
Il film è diretto da Yasuto Nishikata e scritto da Makoto Uezu, con una storia originale di Nakaba Suzuki e Noriyuki Abe come regista principale. Gli altri membri principali dello staff sono tornati dalla serie anime per riprendere i rispettivi ruoli nel film. Il film presenta tre personaggi originali: Solaad, Ellatte e Bellion.

## Distribuzione
Il film è stato distribuito in Giappone a partire dal 18 agosto 2018 e nel resto del mondo su Netflix dal 31 dicembre 2018. Il film è uscito in DVD e Blu-ray in Giappone il 27 febbraio 2019.

### Edizione italiana
Il doppiaggio italiano presenta un cast di doppiatori completamente differente da quello dell'anime. Monica Bertolotti, che doppia Hawk in questa pellicola, ha diretto il doppiaggio (sostituendo Marco De Risi, direttore del doppiaggio della serie) presso la SDI Media.

## Accoglienza

### Critica
Kim Morrissy di Anime News Network ha assegnato a Prisoners of the Sky un voto di "B-", elogiando la migliorata animazione e coreografia della serie, l'ottimo utilizzo dei personaggi comici e alcuni accorgimenti intelligenti nella trama. Tuttavia, ha criticato la trama poco brillante e lo sviluppo insufficiente dei personaggi secondari. Morrissy ha concluso: "Nel complesso, The Seven Deadly Sins: Prisoners of the Sky è un film popcorn di servizio che offre quanto ci si può ragionevolmente aspettare da uno shōnen filler".

### Incassi
Durante il weekend di apertura, The Seven Deadly Sins the Movie: Prisoners of the Sky ha debuttato in Giappone in 271 sale, vendendo 169 000 biglietti e posizionandosi al 5º posto del Domestic Box Office con un incasso di 196 milioni di yen (circa 1,74 milioni di dollari). Nel secondo fine settimana, il film è sceso dal 5º al 10º posto, guadagnando 85 164 700 yen (circa 766 200 dollari) da venerdì a domenica, per un totale cumulativo di 427 180 300 yen (circa 3,84 milioni di dollari). Box Office Mojo ha riportato che il film ha incassato complessivamente 432 milioni di yen (3,84 milioni di dollari) nel secondo fine settimana. Nonostante il calo nelle posizioni, The Seven Deadly Sins the Movie ha comunque guadagnato 51 475 900 yen (circa 463 800 dollari) nel secondo fine settimana, raggiungendo un totale cumulativo di 549 019 700 yen (circa 4,94 milioni di dollari) prima di concludere la sua distribuzione nelle sale giapponesi.
Al di fuori del Giappone, il film anime ha debuttato al 30º posto in Corea del Sud il 29 novembre 2018, con un'apertura di circa 3 376 dollari; il totale dei guadagni al botteghino ha chiuso a 74 059 dollari il 14 dicembre 2018.